# 丁来杭
丁来杭（1957年9月—），浙江杭州人，中国人民解放军空军上将。中国共产党第十九届中央委员会委员。

## 生平
中国人民解放军空军指挥学院政治专业毕业，中国共产党党员。曾历任空军航空兵第二十四师七十一团副团长、团长、副师长、北空训练基地司令员等职。2001年任空军第八军参谋长，2003年任空军福州指挥所司令员。2007年，任空军指挥学院院长。2008年12月，任成都军区空军参谋长。2012年，任沈阳军区副司令兼沈阳军区空军司令员。2016年1月，任新组建的中国人民解放军北部战区副司令员兼北部战区空军司令员。2017年8月，任中国人民解放军空军司令员，2021年9月退役，由原中央军委联合参谋部副参谋长常丁求接任。
2013年7月，晋升空军中将军衔。2019年7月，晋升空军上将军衔。
2008年，当选第十一届全国人民代表大会解放军代表。2013年，当选第十二届全国人民代表大会解放军代表。2018年2月24日，当选为第十三届全国人大代表。
2023年11月，丁来杭被传出因涉及北京西郊机场的的工程腐败案正接受调查。12月4日，因涉嫌严重违纪违法被罢免第十四届全国人民代表大会代表职务，29日公示。